# 黃俊哲
黃俊哲（1978年4月27日—），中華民國政治人物，民主進步黨籍，曾任臺北縣議員、新北市議員。

## 選舉紀錄
| 年度 | 選舉屆數               | 選舉區           | 所屬政黨   | 得票數 | 得票率 | 當選標記 | 備註 |
| ---- | ---------------------- | ---------------- | ---------- | ------ | ------ | -------- | ---- |
| 2002 | 第十五屆臺北縣議員選舉 | 臺北縣第一選舉區 | 無黨籍     | 12,822 | 8.55%  |          |      |
| 2005 | 第十六屆臺北縣議員選舉 | 臺北縣第一選舉區 | 民主進步黨 | 21,365 | 8.05%  |          |      |
| 2010 | 第一屆新北市議員選舉   | 新北市第四選舉區 | 民主進步黨 | 17,879 | 5.83%  | 當選無效 |      |
| 2014 | 第二屆新北市議員選舉   | 新北市第四選舉區 | 民主進步黨 | 21,625 | 7.90%  |          |      |
| 2018 | 第三屆新北市議員選舉   | 新北市第四選舉區 | 民主進步黨 | 21,049 | 7.43%  |          |      |
| 2022 | 第四屆新北市議員選舉   | 新北市第五選舉區 | 民主進步黨 | 15,254 | 5.95%  | 當選無效 |      |

## 爭議事件

### 賄選事件

#### 第一屆新北市議員當選無效
2012年10月3日，臺灣高等法院判決黃俊哲新北市議員當選無效。新北市議員候選人林水山在板橋區以最高票落選，即以黃俊哲涉嫌賄選訴請其當選無效。板橋地院判決，黃俊哲的服務處主任唐龍輝、選區里長黃榮欽、張嘉涓與鄰長陳建忠、藥房老闆江永嵩，以每票一千元幫黃俊哲買票，分別判一年七月至四年二月不等徒刑。高等法院引用刑事判決，認為黃俊哲雖然一再否認知道買票，但認定黃對唐龍輝等人買票犯行，不僅知情且同意、容許，因此判黃當選無效，全案定讞。新北市議會成立已有宋進財、蘇有仁兩名市議員因為賄選案遭褫奪公權而解職，黃俊哲是第三人。黃俊哲被解職後，遞補的仍是民進黨籍林水山，新北市議會各政黨席次不變，總共六十五位議員中，民進黨三十席、國民黨二十九席、無黨籍六席。

#### 第四屆新北市議員當選無效
新北市議員黃俊哲、蔡淑君在議員選舉期間涉嫌賄選，分別透過服務處主任唐龍輝發送給選區選民沙鍋魚頭禮盒 、幫選區社區免費施作地坪工程。其中，蔡淑君本人被依選罷法起訴，黃俊哲本人雖未被起訴，其父親黃忠信、唐龍輝和其家族企業員工等人皆被起訴，檢方也對二人提出當選無效之訴。
一審民事合議庭認為，檢方所提出證據，尚不足以證明黃俊哲主觀上具有買票犯意，或客觀上為賄賂行為，駁回檢方當選無效之訴。檢方不服，二審由台灣高等法院審理。二審認定送禮目的有請求投票支持黃俊哲的意涵，黃俊哲應就此負起選任、監督的責任，認為檢察官上訴有理由，撤銷原判決，改判黃俊哲當選無效確定。